# Louis Silberkleit
Louis Horace Silberkleit (Manhattan, Nueva York, 17 de noviembre de 1900-Nueva York, 21 de febrero de 1986) fue un editor estadounidense de revistas, comic books y libros, fundador (junto con Maurice Coyne y John L. Goldwater) de MLJ Magazines (posteriormente Archie Comics).

## Biografía
Estudió en la Morris High School en El Bronx, donde se graduó en 1919. El 16 de mayo de 1926 se casó con Lillian Meisel (1903-1970), una lituana de ascendencia judía que llegó a Estados Unidos en 1914. El 27 de abril de 1932 nació en Nueva York su único hijo, Michael Ivan Silberkleit. Lillian, con 67 años de edad, murió en Nueva York el 23 de abril de 1970. Silberkleit se casó en 1972 con su segunda esposa, Nicole Bernheim. Silberkleit murió el 21 de febrero de 1986 en el Mount Sinai Medical Center.

## Carrera editorial
Su primer trabajo fue en 1923 como promotor de circulación para el New York Evening Mail. En 1925 se empleó en la Eastern Distributing Corporation, empresa que distribuía muchas de las primeras revistas pulp publicadas por Hugo Gernsback. Comenzó en Eastern como gerente de circulación de periódicos, y en 1929 había sido ascendido a gerente de circulación de toda la compañía. Ese mismo año contrató al por entonces joven Martin Goodman como su asistente, comenzando una larga relación profesional. Eastern Distributing se declaró en quiebra en 1932.
Según su hijo Michael, Silberkleit comenzó su carrera editorial cuando fundó Columbia Publications, una editorial de revistas de ciencia ficción, westerns e historias de detectives de escritores como Isaac Asimov o Louis L'Amour. Según otras fuentes, en octubre de 1932 Silberkleit y Goodman también fundaron Mutual Magazine Distributors y Newstand Publishers; su primera publicación fue la revista pulp Complete Western Book Magazine, cuyo primer número tenía fecha de portada octubre de 1933. Mutual Magazine se declaró en bancarrota en 1935.
Silberkleit se graduó en la New York Law School en 1934. Ese mismo año, Silberkleit fundó Winford Publications con John L. Goldwater; el gerente de negocios de Winford era Maurice Coyne. Winford publicó revistas como Double Action Western, Real Western, Mystery Novels, Underworld Detective y Complete Northwest Novel Magazine. El editor Abner Sundell se incorporó en 1935, quien posteriormente desempeñó un papel importante en MLJ Magazines. En poco tiempo Silberkleit y sus socios (incluido Harold Hammond) crearon una serie de editoriales de revistas pulp: Chesterfield Publications, Northwest Publishing, Blue Ribbon Magazines, Columbia Publications y Double Action Magazines. La sede de todas estas empresas se encontraba cerca del Ayuntamiento de Manhattan; en mayo de 1937 se consolidaron bajo el nombre de Double-Action Magazines, con sede en el n.º 60 de Hudson Street. En 1941, Silberkleit sehabía deshecho ya de todas las editoriales uniéndolas tobas bajo Columbia Publications, y contrató a Robert A. W. Lowndes como su editor jefe.
En 1939, en respuesta a la popularidad de Superman y Action Comics, Silberkleit cofundó la editorial de comic books MLJ Magazines. El nombre derivaba de las iniciales de los nombres de sus fundadores, Maurice Coyne, Louis Silberkleit y John Goldwater. Después de comenzar publicando historietas de superhéroes, MLJ Magazines lanzó el primer número de Archie Comics en el invierno de 1942, descrito por el New York Times como «una serie de comic books que detallan las travesuras de Archie y sus amigos adolescentes». Archie pronto se convirtió en el principal título de MLJ Magazines, lo que llevó a la empresa a cambiar su nombre a Archie Comic Publications.
Columbia Publications duró hasta 1960, momento en el que Silberkleit, Goldwater y Coyne fundaron Belmont Books, una editorial de bajo coste de libros de bolsillo en rústica de los géneros de ciencia ficción, terror y misterio. En torno a 1958, Silberkleit también era socio en la sombra de Tower Publications, que publicaba los libros de Midwood Books de porno blando de ficción erótica para hombres, y posteriormente Tower Books y Tower Comics. En 1971 Tower adquirió los activos de Belmont Books, fusionando las dos compañías para formar Belmont Tower.